# 우크라이나 국립 오페라 극장

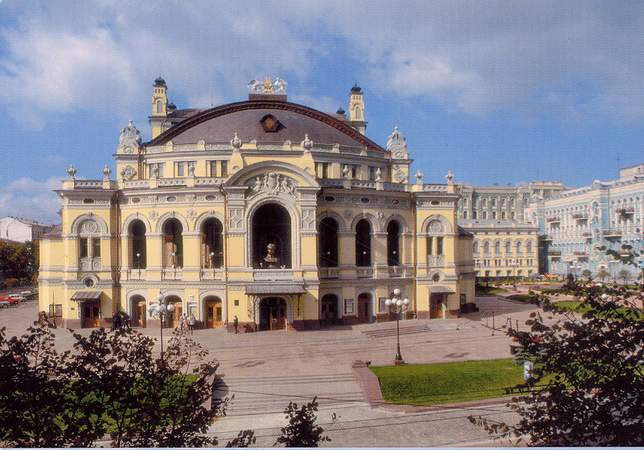
우크라이나 국립 오페라 극장

타라스 셰우첸코 우크라이나 국립 오페라 극장(우크라이나어: Національна опера України імені Тараса Шевченка)은 우크라이나 키이우에 위치한 오페라 극장이다. 르비우 오페라 발레 극장, 오데사 오페라 발레 극장, 도네츠크 국립 오페라 발레 극장과 함께 우크라이나의 4대 오페라 극장으로 여겨진다.
1867년 페르디난트 베르거(Ferdinand Berger)에 의해 오페라 극장이 설립되었다. 원래는 1856년에 지어진 건물을 사용했지만 1896년에 일어난 화재로 인해 소실되었다. 1901년 빅토르 슈뢰터(Victor Schröter)에 의해 네오르네상스 건축 양식을 띤 현재의 오페라 극장이 건설되었다.